# Hieracium aymericianum
Hieracium aymericianum es una especie de planta con flor del género Hieracium, de la familia Asteraceae, orden Asterales.

## Distribución
Hieracium aymericianum se distribuye por Francia y España.

## Taxonomía
Fue descrita científicamente por Arv.-Touv. Fue publicada en Bull. Soc. Bot. France 41: 346 (1894).